# Campeonato de Primera División 2007-08 (Argentina)
El Campeonato de Primera División 2007-08, organizado por la Asociación del Fútbol Argentino, fue la septuagésima octava temporada de la era profesional de la Primera División. Al igual que en temporadas anteriores, se conformó de dos torneos, consagrando cada uno su propio campeón. El primero, denominado Torneo Apertura 2007, se disputó durante el segundo semestre del año 2007, mientras que el segundo, denominado Torneo Clausura 2008, durante el primer semestre del año 2008.
Los nuevos participantes fueron los cuatro equipos ascendidos de la Primera B Nacional 2006-07: Olimpo de Bahía Blanca, tras un año en la segunda división; Huracán y Tigre, que regresaron a la categoría luego de cuatro y veintisiete años, respectivamente; y San Martín de San Juan, que participó por primera vez de la competición regular, aunque había disputado el Campeonato Nacional en 1970.
Los campeones de ambos torneos obtuvieron el derecho a disputar la Copa Libertadores 2009. Concluido el campeonato, quedaron determinados también los seis equipos clasificados a la Copa Sudamericana 2008.
Asimismo, se produjeron dos descensos por el sistema de promedios a la Primera B Nacional, y se determinaron además a los dos equipos que disputaron la promoción.

## Ascensos y descensos
| Pos.          | Equipos ascendidos de la B Nacional 2006-07 |
| ------------- | ------------------------------------------- |
| 1.º Ap. y Cl. | Olimpo                                      |
| Gan. 2.º Asc. | San Martín (SJ)                             |
| Promoción     | Tigre                                       |
| Promoción     | Huracán                                     |

| Prom. | Equipos descendidos en la temporada 2006-07 |
| ----- | ------------------------------------------- |
| 17.º  | Nueva Chicago                               |
| 18.º  | Godoy Cruz                                  |
| 19.º  | Belgrano                                    |
| 20.º  | Quilmes                                     |

## Formato
Cada fase del campeonato fue un torneo independiente, llamados respectivamente Apertura y Clausura. Se jugaron en una sola rueda de todos contra todos, siendo la segunda las revanchas de la primera, y tuvieron su propio campeón.

## Equipos
| Equipo             | Ciudad                | Estadio                                  |
| ------------------ | --------------------- | ---------------------------------------- |
| Argentinos Juniors | Buenos Aires          | Diego Armando Maradona                   |
| Arsenal            | Sarandí               | Julio Humberto Grondona                  |
| Banfield           | Banfield              | Florencio Sola                           |
| Boca Juniors       | Buenos Aires          | Alberto J. Armando                       |
| Colón              | Santa Fe              | Brigadier General Estanislao López       |
| Estudiantes        | La Plata              | Ciudad de La Plata                       |
| Gimnasia y Esgrima | San Salvador de Jujuy | 23 de Agosto                             |
| Gimnasia y Esgrima | La Plata              | Juan Carmelo Zerillo Ciudad de La Plata  |
| Huracán            | Buenos Aires          | Tomás Adolfo Ducó Diego Armando Maradona |
| Independiente      | Avellaneda            | Presidente Perón                         |
| Lanús              | Lanús                 | Ciudad de Lanús                          |
| Newell's Old Boys  | Rosario               | Coloso del Parque                        |
| Olimpo             | Bahía Blanca          | Roberto Natalio Carminatti               |
| Racing Club        | Avellaneda            | Presidente Perón                         |
| River Plate        | Buenos Aires          | Antonio Vespucio Liberti José Amalfitani |
| Rosario Central    | Rosario               | Gigante de Arroyito                      |
| San Lorenzo        | Buenos Aires          | Pedro Bidegain                           |
| San Martín         | San Juan              | Ingeniero Hilario Sánchez                |
| Tigre              | Victoria              | José Dellagiovanna                       |
| Vélez Sarsfield    | Buenos Aires          | José Amalfitani                          |

### Distribución geográfica de los equipos
| Región                                   | Cant. | Equipos                                                                               |
| ---------------------------------------- | ----- | ------------------------------------------------------------------------------------- |
| Ciudad de Buenos Aires                   | 6     | Argentinos Juniors, Boca Juniors, Huracán, River Plate, San Lorenzo y Vélez Sarsfield |
| Conurbano bonaerense                     | 6     | Arsenal, Banfield, Independiente, Lanús, Racing Club y Tigre                          |
| Provincia de Santa Fe                    | 3     | Colón, Newell's Old Boys y Rosario Central                                            |
| Ciudad de La Plata                       | 2     | Estudiantes y Gimnasia y Esgrima                                                      |
| Interior de la provincia de Buenos Aires | 1     | Olimpo                                                                                |
| Provincia de Jujuy                       | 1     | Gimnasia y Esgrima                                                                    |
| Provincia de San Juan                    | 1     | San Martín                                                                            |

## Torneo Apertura

### Tabla de posiciones
| Pos. | Equipo                  | Pts. | PJ | PG | PE | PP | GF | GC | Dif. |
| ---- | ----------------------- | ---- | -- | -- | -- | -- | -- | -- | ---- |
| 1.º  | Lanús                   | 38   | 19 | 11 | 5  | 3  | 34 | 21 | 13   |
| 2.º  | Tigre                   | 34   | 19 | 10 | 4  | 5  | 28 | 20 | 8    |
| 3.º  | Banfield                | 32   | 19 | 10 | 2  | 7  | 22 | 21 | 1    |
| 4.º  | Boca Juniors            | 31   | 19 | 9  | 4  | 6  | 32 | 18 | 14   |
| 5.º  | Argentinos Juniors      | 31   | 19 | 9  | 4  | 6  | 29 | 20 | 9    |
| 6.º  | Estudiantes (LP)        | 30   | 19 | 8  | 6  | 5  | 27 | 19 | 8    |
| 7.º  | Huracán                 | 30   | 19 | 8  | 6  | 5  | 24 | 22 | 2    |
| 8.º  | San Lorenzo             | 29   | 19 | 8  | 5  | 6  | 29 | 27 | 2    |
| 9.º  | Independiente           | 28   | 19 | 8  | 4  | 7  | 33 | 23 | 10   |
| 10.º | Vélez Sarsfield         | 27   | 19 | 8  | 3  | 8  | 25 | 25 | 0    |
| 11.º | Newell's Old Boys       | 27   | 19 | 8  | 3  | 8  | 16 | 22 | −6   |
| 12.º | Arsenal                 | 26   | 19 | 7  | 5  | 7  | 19 | 24 | −5   |
| 13.º | Racing Club             | 25   | 19 | 7  | 4  | 8  | 23 | 24 | −1   |
| 14.º | River Plate             | 23   | 19 | 6  | 5  | 8  | 31 | 33 | −2   |
| 15.º | Colón                   | 22   | 19 | 6  | 4  | 9  | 19 | 22 | −3   |
| 16.º | Olimpo                  | 22   | 19 | 6  | 4  | 9  | 18 | 24 | −6   |
| 17.º | Gimnasia y Esgrima (J)  | 20   | 19 | 5  | 5  | 9  | 22 | 31 | −9   |
| 18.º | Gimnasia y Esgrima (LP) | 19   | 19 | 5  | 4  | 10 | 15 | 27 | −12  |
| 19.º | San Martín (SJ)         | 18   | 19 | 5  | 3  | 11 | 18 | 29 | −11  |
| 20.º | Rosario Central         | 14   | 19 | 2  | 8  | 9  | 21 | 33 | −12  |

|  | Campeón. Clasificó a la segunda fase de la Copa Libertadores 2009. |

|  |

## Torneo Clausura

### Tabla de posiciones
| Pos. | Equipo                  | Pts. | PJ | PG | PE | PP | GF | GC | Dif. |
| ---- | ----------------------- | ---- | -- | -- | -- | -- | -- | -- | ---- |
| 1.º  | River Plate             | 43   | 19 | 13 | 4  | 2  | 29 | 13 | 16   |
| 2.º  | Boca Juniors            | 39   | 19 | 11 | 6  | 2  | 33 | 15 | 18   |
| 3.º  | Estudiantes (LP)        | 39   | 19 | 11 | 6  | 2  | 29 | 16 | 13   |
| 4.º  | San Lorenzo             | 35   | 19 | 11 | 2  | 6  | 30 | 21 | 9    |
| 5.º  | Vélez Sarsfield         | 32   | 19 | 9  | 5  | 5  | 24 | 17 | 7    |
| 6.º  | Independiente           | 31   | 19 | 8  | 7  | 4  | 25 | 15 | 10   |
| 7.º  | Argentinos Juniors      | 30   | 19 | 9  | 3  | 7  | 23 | 24 | −1   |
| 8.º  | Newell's Old Boys       | 29   | 19 | 8  | 5  | 6  | 21 | 19 | 2    |
| 9.º  | Rosario Central         | 27   | 19 | 7  | 6  | 6  | 26 | 23 | 3    |
| 10.º | Arsenal                 | 25   | 19 | 7  | 4  | 8  | 22 | 25 | −3   |
| 11.º | Colón                   | 23   | 19 | 6  | 5  | 8  | 25 | 27 | −2   |
| 12.º | Banfield                | 22   | 19 | 6  | 4  | 9  | 36 | 36 | 0    |
| 13.º | Huracán                 | 22   | 19 | 5  | 7  | 7  | 15 | 17 | −2   |
| 14.º | Tigre                   | 22   | 19 | 6  | 4  | 9  | 24 | 37 | −13  |
| 15.º | Olimpo                  | 20   | 19 | 6  | 2  | 11 | 21 | 32 | −11  |
| 16.º | Lanús                   | 18   | 19 | 5  | 3  | 11 | 26 | 39 | −13  |
| 17.º | Gimnasia y Esgrima (LP) | 17   | 19 | 4  | 5  | 10 | 19 | 26 | −7   |
| 18.º | San Martín (SJ)         | 17   | 19 | 5  | 2  | 12 | 20 | 30 | −10  |
| 19.º | Gimnasia y Esgrima (J)  | 15   | 19 | 2  | 9  | 8  | 20 | 28 | −8   |
| 20.º | Racing Club             | 15   | 19 | 2  | 9  | 8  | 14 | 22 | −8   |

|  | Campeón. Clasificó a la segunda fase de la Copa Libertadores 2009. |

|  |

## Tabla de posiciones del campeonato 2007-08
Esta tabla fue utilizada como clasificatoria para la Copa Sudamericana 2008.
Argentina tuvo 7 cupos en la competición: Arsenal, como campeón de la edición 2007, Boca Juniors y River Plate, como invitados de la Conmebol, y los 4 equipos mejor ubicados en esta tabla.
| Pos. | Equipo                  | Pts. | PJ | PG | PE | PP | GF | GC | Dif. |
| ---- | ----------------------- | ---- | -- | -- | -- | -- | -- | -- | ---- |
| 1.º  | Boca Juniors            | 70   | 38 | 20 | 10 | 8  | 65 | 33 | 32   |
| 2.º  | Estudiantes (LP)        | 69   | 38 | 19 | 12 | 7  | 56 | 35 | 21   |
| 3.º  | River Plate             | 66   | 38 | 19 | 9  | 10 | 60 | 46 | 14   |
| 4.º  | San Lorenzo             | 64   | 38 | 19 | 7  | 12 | 59 | 48 | 11   |
| 5.º  | Argentinos Juniors      | 61   | 38 | 18 | 7  | 13 | 52 | 44 | 8    |
| 6.º  | Independiente           | 59   | 38 | 16 | 11 | 11 | 58 | 38 | 20   |
| 7.º  | Vélez Sarsfield         | 59   | 38 | 17 | 8  | 13 | 49 | 42 | 7    |
| 8.º  | Lanús                   | 56   | 38 | 16 | 8  | 14 | 60 | 60 | 0    |
| 9.º  | Newell's Old Boys       | 56   | 38 | 16 | 8  | 14 | 37 | 41 | −4   |
| 10.º | Tigre                   | 56   | 38 | 16 | 8  | 14 | 52 | 57 | −5   |
| 11.º | Banfield                | 54   | 38 | 16 | 6  | 16 | 58 | 57 | 1    |
| 12.º | Huracán                 | 52   | 38 | 13 | 13 | 12 | 39 | 39 | 0    |
| 13.º | Arsenal                 | 51   | 38 | 14 | 9  | 15 | 41 | 49 | −8   |
| 14.º | Colón                   | 45   | 38 | 12 | 9  | 17 | 44 | 49 | −5   |
| 15.º | Olimpo                  | 42   | 38 | 12 | 6  | 20 | 39 | 56 | −17  |
| 16.º | Rosario Central         | 41   | 38 | 9  | 14 | 15 | 47 | 56 | −9   |
| 17.º | Racing Club             | 40   | 38 | 9  | 13 | 16 | 37 | 46 | −9   |
| 18.º | Gimnasia y Esgrima (LP) | 36   | 38 | 9  | 9  | 20 | 34 | 53 | −19  |
| 19.º | Gimnasia y Esgrima (J)  | 35   | 38 | 7  | 14 | 17 | 42 | 59 | −17  |
| 20.º | San Martín (SJ)         | 35   | 38 | 10 | 5  | 23 | 38 | 59 | −21  |

|  | Clasificados a la Copa Sudamericana 2008. |

| 1. 2. |

## Tabla de promedios
| Pos. | Equipo                  | Promedio | 2005-06 | 2006-07 | 2007-08 | Total | PJ  |
| ---- | ----------------------- | -------- | ------- | ------- | ------- | ----- | --- |
| 1.º  | Boca Juniors            | 2,070    | 83      | 83      | 70      | 236   | 114 |
| 2.º  | Estudiantes (LP)        | 1,771    | 52      | 81      | 69      | 202   | 114 |
| 3.º  | River Plate             | 1,745    | 62      | 71      | 66      | 199   | 114 |
| 4.º  | San Lorenzo             | 1,692    | 56      | 73      | 64      | 193   | 114 |
| 5.º  | Lanús                   | 1,517    | 58      | 59      | 56      | 173   | 114 |
| 6.º  | Vélez Sarsfield         | 1,517    | 58      | 56      | 59      | 173   | 114 |
| 7.º  | Independiente           | 1,500    | 55      | 57      | 59      | 171   | 114 |
| 8.º  | Tigre                   | 1,473    | –       | –       | 56      | 56    | 38  |
| 9.º  | Argentinos Juniors      | 1,377    | 50      | 46      | 61      | 157   | 114 |
| 10.º | Arsenal                 | 1,377    | 44      | 62      | 51      | 157   | 114 |
| 11.º | Huracán                 | 1,368    | –       | –       | 52      | 52    | 38  |
| 12.º | Banfield                | 1,333    | 59      | 39      | 54      | 152   | 114 |
| 13.º | Gimnasia y Esgrima (LP) | 1,271    | 69      | 40      | 36      | 145   | 114 |
| 14.º | Newell's Old Boys       | 1,245    | 51      | 35      | 56      | 142   | 114 |
| 15.º | Rosario Central         | 1,210    | 45      | 52      | 41      | 138   | 114 |
| 16.º | Colón                   | 1,201    | 46      | 46      | 45      | 137   | 114 |
| 17.º | Racing Club             | 1,166    | 44      | 49      | 40      | 133   | 114 |
| 18.º | Gimnasia y Esgrima (J)  | 1,131    | 51      | 43      | 35      | 129   | 114 |
| 19.º | Olimpo                  | 1,105    | –       | –       | 42      | 42    | 38  |
| 20.º | San Martín (SJ)         | 0,921    | –       | –       | 35      | 35    | 38  |

|  | Jugaron una promoción con dos equipos de la Primera B Nacional. |
|  | Descendieron a la Primera B Nacional.                           |

## Promociones
| Belgrano                                                           | 1 - 1 | Racing Club | Gigante de Alberdi | 25 de junio | 21:00 |
| Racing Club                                                        | 1 - 0 | Belgrano    | El Cilindro        | 29 de junio | 15:10 |
| Racing Club permaneció en Primera División con un global de 2 - 1. |       |             |                    |             |       |

| Unión                                                                         | 1 - 1 | Gimnasia y Esgrima (J) | 15 de Abril  | 25 de junio | 18:00 |
| Gimnasia y Esgrima (J)                                                        | 1 - 0 | Unión                  | 23 de Agosto | 29 de junio | 18:10 |
| Gimnasia y Esgrima (J) permaneció en Primera División con un global de 2 - 1. |       |                        |              |             |       |

## Descensos y ascensos
Al finalizar el campeonato, San Martín de San Juan y Olimpo descendieron a la Primera B Nacional, siendo reemplazados por San Martín de Tucumán y Godoy Cruz para el campeonato 2008-09. Por su parte, Racing Club y Gimnasia y Esgrima de Jujuy ganaron sus respectivas promociones frente a Belgrano y Unión, y permanecieron en Primera División.